# Liste der Nummer-eins-Hits in Bulgarien (2012)
Diese Liste der Nummer-eins-Hits basiert auf den offiziellen Chartlisten (Airplay Top 5 / BG Top 5) der Bulgarian Association of the Music Producers (BAMP), der bulgarischen Landesgruppe der IFPI, im Jahr 2012.

## Singles
| ← 2011 ← | Liste der Nummer-eins-Hits in Bulgarien (Airplay) | Liste der Nummer-eins-Hits in Bulgarien (Airplay)            | Liste der Nummer-eins-Hits in Bulgarien (Airplay)                                                           | 2013 →                    |
| \| Zeitraum \| Wo. ges. \| Interpret \| Titel Autor(en) \| Zusätzliche Informationen \| \| (Zeitraum, Wochen auf Platz eins, Interpret, Titel, Autor[en], zusätzliche Informationen) \| \| \| \| \| \| ----------------------------------------------------------------------------------------- \| -------- \| ------------------------------------------------------------ \| ----------------------------------------------------------------------------------------------------------- \| ------------------------- \| \| 31. Oktober 2011 – 15. Januar 2012 11 Wochen \| 11 \| Rihanna feat. Calvin Harris \| We Found Love Calvin Harris \| – \| \| 16. Januar 2012 – 12. Februar 2012 4 Wochen \| 4 \| Jason Derulo \| Breathing Lauren Christy, Julian Bunetta, Jason Desrouleaux, Jacob Luttrell, Krassimir Tsvetano Kurkchiyski \| – \| \| 13. Februar 2012 – 4. März 2012 3 Wochen \| 3 \| Michel Teló \| Ai Se Eu Te Pego! Text: Sharon Acioly / Musik: Antônio Dyggs \| – \| \| 5. März 2012 – 15. April 2012 6 Wochen \| 6 \| David Guetta feat. Nicki Minaj \| Turn Me On David Guetta, Giorgio Tuinfort, Esther Dean, Onika Maraj \| – \| \| 16. April 2012 – 6. Mai 2012 3 Wochen (insgesamt 4) \| 4 \| Katy Perry \| Part of Me Max Martin, Lukasz Gottwald, Katy Perry, Henry Walter, Bonnie McKee \| – \| \| 7. Mai 2012 – 13. Mai 2012 1 Woche \| 1 \| Aura Dione feat. Rock Mafia \| Friends Antonina Armato, Tim James, Aura Dione, David Jost \| – \| \| 14. Mai 2012 – 20. Mai 2012 1 Woche (insgesamt 4) \| 4 \| Katy Perry \| Part of Me Max Martin, Lukasz Gottwald, Katy Perry, Henry Walter, Bonnie McKee \| – \| \| 21. Mai 2012 – 8. Juli 2012 7 Wochen \| 7 \| Графа & Бобо feat. Печенката / Grafa & Bobo feat. Pechenkata \| Дим да ме няма / Dim da me niama \| – \| \| 9. Juli 2012 – 9. September 2012 9 Wochen \| 9 \| Flo Rida \| Whistle David Glass, Tramar Dillard, Marcus Killian, Breyan Isaac, Antonio Mobley \| – \| \| 10. September 2012 – 16. September 2012 1 Woche \| 1 \| Alexandra Stan \| Lemonade Marcel Prodan, Andrei Nemirschi \| – \| \| 17. September 2012 – 23. September 2012 1 Woche (insgesamt 2) \| 2 \| Sam and the Womp \| Bom Bom Raz Olsher, Sam Ritchie, Aaron Horn, Bloem de Ligny de Wilde \| – \| \| 24. September 2012 – 30. September 2012 1 Woche \| 1 \| Maroon 5 \| One More Night Max Martin, Savan Kotecha, Adam Levine, Johan Schuster \| – \| \| 1. Oktober 2012 – 7. Oktober 2012 1 Woche (insgesamt 2) \| 2 \| Sam and the Womp \| Bom Bom Raz Olsher, Sam Ritchie, Aaron Horn, Bloem de Ligny de Wilde \| – \| \| 8. Oktober 2012 – 11. November 2012 5 Wochen \| 5 \| Psy \| Gangnam Style Park Jae-Sang, Yoo Gun Hyung \| – \| \| 12. November 2012 – 13. Januar 2013 9 Wochen (insgesamt 10) \| 10 \| Rihanna \| Diamonds Tor Erik Hermansen, Mikkel S. Eriksen, Sia Furler, Benjamin Levin \| – \| |                                                   |                                                              | |                           |
| ← 2011 |                                                   |                                                              | | → 2013 →                  |
| Zeitraum | Wo. ges.                                          | Interpret                                                    | Titel Autor(en)                                                                                             | Zusätzliche Informationen |
| (Zeitraum, Wochen auf Platz eins, Interpret, Titel, Autor[en], zusätzliche Informationen) |                                                   |                                                              | |                           |
| 31. Oktober 2011 – 15. Januar 2012 11 Wochen | 11                                                | Rihanna feat. Calvin Harris                                  | We Found Love Calvin Harris                                                                                 | –                         |
| 16. Januar 2012 – 12. Februar 2012 4 Wochen | 4                                                 | Jason Derulo                                                 | Breathing Lauren Christy, Julian Bunetta, Jason Desrouleaux, Jacob Luttrell, Krassimir Tsvetano Kurkchiyski | –                         |
| 13. Februar 2012 – 4. März 2012 3 Wochen | 3                                                 | Michel Teló                                                  | Ai Se Eu Te Pego! Text: Sharon Acioly / Musik: Antônio Dyggs                                                | –                         |
| 5. März 2012 – 15. April 2012 6 Wochen | 6                                                 | David Guetta feat. Nicki Minaj                               | Turn Me On David Guetta, Giorgio Tuinfort, Esther Dean, Onika Maraj                                         | –                         |
| 16. April 2012 – 6. Mai 2012 3 Wochen (insgesamt 4) | 4                                                 | Katy Perry                                                   | Part of Me Max Martin, Lukasz Gottwald, Katy Perry, Henry Walter, Bonnie McKee                              | –                         |
| 7. Mai 2012 – 13. Mai 2012 1 Woche | 1                                                 | Aura Dione feat. Rock Mafia                                  | Friends Antonina Armato, Tim James, Aura Dione, David Jost                                                  | –                         |
| 14. Mai 2012 – 20. Mai 2012 1 Woche (insgesamt 4) | 4                                                 | Katy Perry                                                   | Part of Me Max Martin, Lukasz Gottwald, Katy Perry, Henry Walter, Bonnie McKee                              | –                         |
| 21. Mai 2012 – 8. Juli 2012 7 Wochen | 7                                                 | Графа & Бобо feat. Печенката / Grafa & Bobo feat. Pechenkata | Дим да ме няма / Dim da me niama                                                                            | –                         |
| 9. Juli 2012 – 9. September 2012 9 Wochen | 9                                                 | Flo Rida                                                     | Whistle David Glass, Tramar Dillard, Marcus Killian, Breyan Isaac, Antonio Mobley                           | –                         |
| 10. September 2012 – 16. September 2012 1 Woche | 1                                                 | Alexandra Stan                                               | Lemonade Marcel Prodan, Andrei Nemirschi                                                                    | –                         |
| 17. September 2012 – 23. September 2012 1 Woche (insgesamt 2) | 2                                                 | Sam and the Womp                                             | Bom Bom Raz Olsher, Sam Ritchie, Aaron Horn, Bloem de Ligny de Wilde                                        | –                         |
| 24. September 2012 – 30. September 2012 1 Woche | 1                                                 | Maroon 5                                                     | One More Night Max Martin, Savan Kotecha, Adam Levine, Johan Schuster                                       | –                         |
| 1. Oktober 2012 – 7. Oktober 2012 1 Woche (insgesamt 2) | 2                                                 | Sam and the Womp                                             | Bom Bom Raz Olsher, Sam Ritchie, Aaron Horn, Bloem de Ligny de Wilde                                        | –                         |
| 8. Oktober 2012 – 11. November 2012 5 Wochen | 5                                                 | Psy                                                          | Gangnam Style Park Jae-Sang, Yoo Gun Hyung                                                                  | –                         |
| 12. November 2012 – 13. Januar 2013 9 Wochen (insgesamt 10) | 10                                                | Rihanna                                                      | Diamonds Tor Erik Hermansen, Mikkel S. Eriksen, Sia Furler, Benjamin Levin                                  | –                         |

| ← 2011 ← | Liste der Nummer-eins-Hits in Bulgarien (national) | Liste der Nummer-eins-Hits in Bulgarien (national)                     | Liste der Nummer-eins-Hits in Bulgarien (national)      | 2013 →                    |
| \| Zeitraum \| Wo. ges. \| Interpret \| Titel Autor(en) \| Zusätzliche Informationen \| \| (Zeitraum, Wochen auf Platz eins, Interpret, Titel, Autor[en], zusätzliche Informationen) \| \| \| \| \| \| ----------------------------------------------------------------------------------------- \| -------- \| ---------------------------------------------------------------------- \| ------------------------------------------------------- \| ------------------------- \| \| 19. Dezember 2011 – 18. März 2012 13 Wochen \| 13 \| Дивна, Миро и Криско / Divna, Miro & Krisko \| И ти не можеш да ме спреш / I ti ne mojesh da me spresh \| – \| \| 19. März 2012 – 13. Mai 2012 8 Wochen \| 8 \| Рафи / Raffi \| 4321 \| – \| \| 14. Mai 2012 – 15. Juli 2012 9 Wochen (insgesamt 16) \| 16 \| Графа & Бобо feat. Печенката / Grafa & Bobo feat. Pechenkata \| Дим да ме няма / Dim da me niama \| – \| \| 16. Juli 2012 – 5. August 2012 3 Wochen (insgesamt 5) \| 5 \| Ангел & Моисей feat. Криско / Angel & Moisey feat. Krisko \| Кой Ден Станахме / Koi den stanahme \| – \| \| 6. August 2012 – 23. September 2012 7 Wochen (insgesamt 16) \| 16 \| Графа & Бобо feat. Печенката / Grafa & Bobo feat. Pechenkata \| Дим да ме няма / Dim da me niama \| – \| \| 24. September 2012 – 7. Oktober 2012 2 Wochen (insgesamt 5) \| 5 \| Ангел & Моисей feat. Криско / Angel & Moisey feat. Krisko \| Кой Ден Станахме / Koi den stanahme \| – \| \| 8. Oktober 2012 – 2. Dezember 2012 8 Wochen \| 8 \| Били Хлапето feat. Михаела Филева / Billy Hlapeto feat. Mihaela Fileva \| Когато ти трябвам / Kogato ti triabvam \| – \| \| 3. Dezember 2012 – 13. Januar 2013 6 Wochen (insgesamt 9) \| 9 \| Орлин Павлов feat. Бобо / Orlin Pavlov feat. Bobo \| Секунда / Sekunda \| – \| |                                                    |                                                                        |                                                         |                           |
| ← 2011 |                                                    |                                                                        |                                                         | → 2013 →                  |
| Zeitraum | Wo. ges.                                           | Interpret                                                              | Titel Autor(en)                                         | Zusätzliche Informationen |
| (Zeitraum, Wochen auf Platz eins, Interpret, Titel, Autor[en], zusätzliche Informationen) |                                                    |                                                                        |                                                         |                           |
| 19. Dezember 2011 – 18. März 2012 13 Wochen | 13                                                 | Дивна, Миро и Криско / Divna, Miro & Krisko                            | И ти не можеш да ме спреш / I ti ne mojesh da me spresh | –                         |
| 19. März 2012 – 13. Mai 2012 8 Wochen | 8                                                  | Рафи / Raffi                                                           | 4321                                                    | –                         |
| 14. Mai 2012 – 15. Juli 2012 9 Wochen (insgesamt 16) | 16                                                 | Графа & Бобо feat. Печенката / Grafa & Bobo feat. Pechenkata           | Дим да ме няма / Dim da me niama                        | –                         |
| 16. Juli 2012 – 5. August 2012 3 Wochen (insgesamt 5) | 5                                                  | Ангел & Моисей feat. Криско / Angel & Moisey feat. Krisko              | Кой Ден Станахме / Koi den stanahme                     | –                         |
| 6. August 2012 – 23. September 2012 7 Wochen (insgesamt 16) | 16                                                 | Графа & Бобо feat. Печенката / Grafa & Bobo feat. Pechenkata           | Дим да ме няма / Dim da me niama                        | –                         |
| 24. September 2012 – 7. Oktober 2012 2 Wochen (insgesamt 5) | 5                                                  | Ангел & Моисей feat. Криско / Angel & Moisey feat. Krisko              | Кой Ден Станахме / Koi den stanahme                     | –                         |
| 8. Oktober 2012 – 2. Dezember 2012 8 Wochen | 8                                                  | Били Хлапето feat. Михаела Филева / Billy Hlapeto feat. Mihaela Fileva | Когато ти трябвам / Kogato ti triabvam                  | –                         |
| 3. Dezember 2012 – 13. Januar 2013 6 Wochen (insgesamt 9) | 9                                                  | Орлин Павлов feat. Бобо / Orlin Pavlov feat. Bobo                      | Секунда / Sekunda                                       | –                         |